# تيريزا فاجكسوفا
تيريزا فاجكسوفا (بالتشيكية: Tereza Fajksová)‏ هي عارضة أزياء تشيكية ولدت يوم 17 مايو 1989 في بلدة إيفانتشيس في التشيك، فاجسكوفا هي الفائزة بمسابقة ملكة جمال الأرض لسنة 2012.